# Ådalshændelserne
Ådalshændelserne (eller skuddene i Ådalen eller Ådalen 31) er betegnelsen for  hændelsesforløbet omkring en arbejdskonflikt i Ådalen i Sverige i 1931,  hvor fem arbejdere blev skudt og dræbt af militæret som var sat ind for at beskytte strejkebrydere som arbejdsgiverne havde indsat under en strejke. 
Hændelsen delte landet i to, om hvis fejl det var. Skillelinjen synes specielt tydelig i forskellene på de borgerlige og de socialdemokratiske aviser.
Hændelsen er beskrevet i  filmen Oprøret i Ådalen (originaltitel: Ådalen 31) af den svenske instruktør Bo Widerberg.
Der var en tilsvarende hændelse i Norge, noget senere samme år, som kaldes Menstadslaget, som  dog ikke fik samme tragiske udfald.